# Assemblées de l'Empire romain
 (mai 2012).
 (mai 2012).
Sous l’Empire romain, les pouvoirs que détiennent les assemblées perdent leur dernière apparence de puissance politique, les citoyens continuant à se rassembler à des fins d’organisation. Cependant, les assemblées sont finalement abandonnées.
Sous le règne du deuxième empereur, Tibère, les pouvoirs tenus par les assemblées législatives, ou comices, sont transférés au sénat. On peut y voir une sorte de compromis entre l'Empereur et l'ordre sénatorial, ce dernier acceptant la mise en place d'une monarchie héréditaire de facto combinée avec un renforcement des pouvoirs de l'aristocratie au détriment du peuple.

## Comices centuriates
Sous l’empire, les soldats continuent à s’organiser par centuries. Cependant, après la chute de la République, les centuries perdent de leur pertinence. La division des comices centuriates en centuries de seniores (vieux soldats) et de iuniores (jeunes soldats) continuent bien sous l’empire, ainsi que la classification des centuries basée sur les biens.
La législation n’a jamais été soumise aux comices centuriates impériales. Après l’instauration de l’empire, tous les pouvoirs judiciaires que détenaient les comices centuriates républicaines sont transférés à des cours de justice indépendantes (quaestiones). Sous l’empereur Tibère, tous les pouvoirs électoraux sont à leur tour transférés au sénat.
Après que les comices centuriates ont perdu leurs pouvoirs législatif, judiciaire et électoral, il ne leur reste aucune autorité. Maintenant, leur seule fonction est d’écouter le renuntiatio. Le renuntiatio est entendu après que le sénat "élit" les magistrats. C’est une cérémonie dans laquelle les résultats de l’élection sont lus aux électeurs. Le renuntiatio permet à l’empereur de réclamer que les magistrats soient élus par le peuple souverain.

## Comices tributes
Après la fondation de l’Empire, la division en tribus des citoyens et des affranchis continue. Le seul but politique de cette division est qu’elle permet au sénat de tenir une liste des citoyens. La division en tribu simplifie aussi le processus de distribution du grain.
Toute législation que l’empereur soumet aux assemblées pour ratification est soumise aux comices tributes.
Sous l’empereur Tibère, les pouvoirs électoraux des comices tributes sont transférés au sénat. Chaque année, après que le sénat a "élu" les magistrats annuels, les comices tributes écoutent le renuntiatio. Le renuntiatio a la même fonction aux comices tributes qu'aux comices centuriates.

## Concile plébéien
Le concile plébéien survit à la chute de la République. Il perd cependant ses pouvoirs législatif, judiciaire et électoral au profit du sénat. En vertu de ces pouvoirs tribuniciens, l’empereur a toujours un contrôle absolu sur le concile plébéien.

## Comices curiates
Après la chute de la République, les comices curiates ne votent plus longtemps la lex curiata de imperio. Ce pouvoir est aussi transféré au sénat. Après la fondation de l’empire, l’assemblée continue de se composer de trente licteurs. Les seules deux fonctions des comices curiates impériales sont d’être témoins des testaments et de ratifier les adoptions.

## Sources
- (en) Cet article est partiellement ou en totalité issu de l’article de Wikipédia en anglais intitulé « Legislative Assemblies of the Roman Empire » (voir la liste des auteurs).